# リネスクス
リネスクス（Rhinesuchus ）は、約2億6,580万-約2億6,040万年前（古生代ペルム紀後期半ば〈キャピタニアン期〉）のゴンドワナ大陸に生息していた原始的両生類。分椎目中のリネスクス科に分類されており、同科の模式属である。
化石は南アフリカ共和国から発見されている。当時、ゴンドワナの中央部に位置していた地域である。
全長約2m、推定体重100kg程度。

## 学名
属名は、ギリシア語起源の合成語で「rhin- (鼻) + suchus (鰐、ワニ)」の意。

## 特徴

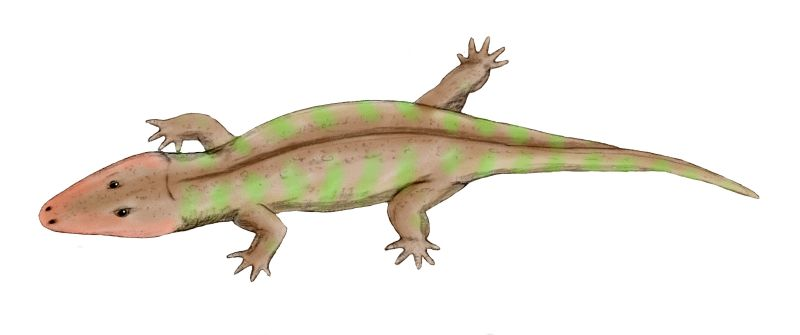
リネスクス・ワイチ Rhinesuchus whaitsi （想像図）

リネスクス科の特徴として頭部は扁平な三角形をなし、頭蓋骨後部にある眼窩は小さく、上方に向いている。本種はかなり大型で全長約2m、体重は100kg程度と推定される。頭蓋骨は若い個体では丸みを帯びているが、成長に連れて伸長していく。小さな多数の歯を具えており、魚食性（魚類や小さな両生類を主として、小動物を捕食する）であったと推定されている。